# Institutions du droit du travail en France
Les institutions du droit du travail sont les structures étatiques et sociales établies par la loi pour veiller à l'application du droit du travail et défendre les intérêts des salariés. En France, le droit du travail relève de la compétence spéciale de certaines institutions, tels le Conseil des prud'hommes, l'inspection et la médecine du travail, et de la compétence générale d'autres institutions, essentiellement juridictionnelles. La multiplicité des institutions compétentes résulte de l'histoire du droit du travail et de l'organisation juridictionnelle française.
Les institutions publiques relevant de l'État, administratives et juridictionnelles, sont chargées de trancher les litiges nés de l'application du droit du travail, et de prévenir les infractions et les pathologies médicales liées au travail. Les institutions sociales sont chargées de défendre les intérêts des salariés dans et en dehors de l'entreprise, en exerçant une mission de revendication et en négociant des conventions et accords collectifs avec les organisations patronales.

## Les institutions administratives

### L'inspection du travail
L'inspection du travail est une institution administrative relevant du ministère du Travail. Cette institution est déconcentrée dans les départements, lesquels sont divisés en sections. Les inspecteurs du travail contrôlent l'application du droit du travail au sein des entreprises. Ces agents de l'unité territoriale de la Direccte (ex-DDTEFP) exercent également des fonctions de contrôle administratif, notamment en matière de règlement intérieur, de licenciement des salariés protégés, et de licenciement pour motif économique.

## Les institutions juridictionnelles

### Les juridictions judiciaires
En droit du travail, les juridictions de l'ordre judiciaire sont compétentes pour connaître des litiges nés des relations individuelles et collectives du travail, entre employeurs, salariés et institutions représentatives du personnel. Les juridictions judiciaires sont également compétentes pour connaître et poursuivre les infractions au droit du travail. Conformément au dualisme juridictionnel, les litiges relatifs aux actes administratifs relèvent de la compétence exclusive de l'ordre administratif.

#### Le Conseil des prud'hommes
Le Conseil des prud'hommes est la juridiction de première instance compétente pour les litiges individuels nés de l'exécution d'un contrat de travail. Créée au XIXe siècle, la juridiction prud’homale est une formation paritaire : les conseillers prud’homaux sont des salariés et des employeurs en nombre égal, élus pour un mandat bénévole de cinq ans renouvelable une fois. Les Conseils de prud'hommes sont divisés en cinq sections correspondant aux secteurs d'activité professionnelle et une section commune de référé, et chaque section est divisée en un bureau de conciliation et un bureau de jugement. La procédure prud’homale, essentiellement orale, est divisée en une phase de conciliation préalable et obligatoire, et une phase contentieuse. Le bureau de jugement est composé de quatre juges, deux conseillers issus du collège salariés et deux conseillers issus du collège employeurs. Un magistrat du Tribunal d'instance est chargé de la départition des voix (cf infra).
La compétence du Conseil des prud'hommes est exclusive pour tous les litiges individuels nés d'un contrat de travail, qu'ils opposent un employeur et un salarié, ou des salariés entre eux. Cette compétence s'étend aux litiges concernant les salariés participant à l'exécution d'un service public, lorsqu'ils sont employés dans les conditions du droit privé. Le Conseil est saisi par la présentation volontaire des parties, ou par lettre recommandée avec accusé de réception adressée au greffe. La juridiction prud’homale juge en première et dernière instance les litiges pour un montant inférieur à 4 000 €, et la décision du Conseil des prud'hommes peut être contestée en exerçant les voies de recours (appel ou cassation selon le taux de ressort). Le ministère d'avocat n'est pas obligatoire, et les parties peuvent agir elles-mêmes ou en étant représentées par des employeurs ou des salariés du même secteur d'activité, des délégués syndicaux, ou même leur conjoint.

#### Le Tribunal d'instance
En matière de droit social, le Tribunal d'instance exerce sa compétence matérielle d'attribution à l'égard des litiges opposant les Assedic aux demandeurs d'emploi, et des litiges opposant les Urssaf aux employeurs. Cette compétence est limitée aux demandes inférieures à 10 000 €, le Tribunal d'instance juge en premier et dernier ressort les demandes inférieures à 4 000 €.
En matière de droit du travail, le Tribunal d'instance est compétent en matière de contentieux électoral pour les élections professionnelles. Cette compétence s'étend aux litiges relatifs aux élections des délégués du personnels, des membres du comité d'entreprise, des conseillers prud’homaux, ou encore à la désignation des membres du CHSCT.
Le Tribunal d'instance est également compétent pour les litiges relatifs à la désignation et à la révocation des délégués syndicaux et des représentants syndicaux auprès du comité d'entreprise. Enfin, le Tribunal d'instance connaît des litiges relatifs à la reconnaissance d'une unité économique et sociale.
Le Tribunal d'instance connaît quelques litiges échappant à la compétence du Conseil de prud'hommes, tels les différends entre marins et armateurs et certains litiges relatifs aux formes de travail sans contrat de travail comme en matière de stages de formation professionnelle.
Il est également à noter la participation du juge d'instance au Conseil des prud'hommes en tant que juge départiteur, en cas de partage des voix.

#### Le Tribunal de grande instance
Le Tribunal de grande instance (TGI) est la juridiction civile de droit commun, compétente pour connaître des litiges qui échappent à la compétence spéciale des autres juridictions, et pour les demandes excédant le taux de ressort du Tribunal d'instance (10 000 €). À ce titre, le TGI est compétent en matière d'intéressement et de participation des salariés aux résultats de l'entreprise, et pour les litiges relatifs aux inventions des salariés.
Le TGI est surtout compétent dans les matières relevant des relations collectives du travail. Il connaît notamment des litiges nés de la conclusion, de l'application, de l'interprétation et de l'annulation d'une convention collective. Le TGI tranche plus généralement les litiges opposant des syndicats entre eux, des syndicats et des organisations patronales, un employeur et un syndicat ou un comité d'entreprise.
Enfin, le président du TGI est seul compétent pour statuer par voie d'ordonnance sur requête de l'employeur ou du salarié, afin d'ordonner des mesures d'instruction à des fins conservatoires. À l'inverse, toutes les juridictions susceptibles de connaître un litige du travail sont compétentes pour statuer par voie d'ordonnances de référé : le Conseil des prud'hommes, le Tribunal d'instance et le Tribunal de grande instance.

#### Le Tribunal de commerce (France)
Le Tribunal de commerce peut être amené à connaître des litiges du droit du travail dans le cadre de sa compétence d'attribution. En matière de liquidation judiciaire, les salariés sont des créanciers disposant de privilèges généraux pour les créances de salaire. Toutefois, l'ouverture d'une procédure de redressement judiciaire ne suspend plus l'instance en cours devant le Conseil des prud'hommes. Par ailleurs, le Tribunal de commerce est compétent pour apprécier la validité d'une clause de non concurrence insérée dans le contrat de travail, si le défendeur est commerçant.

#### Les juridictions pénales
Les juridictions pénales sont compétentes pour juger des infractions au droit du travail, malgré la compétence des juridictions civiles. Selon une jurisprudence constante de la chambre criminelle de la Cour de cassation, le juge pénal est tenu d'interpréter les dispositions du Code du travail, et il n'existe aucune question préjudicielle lui commandant de surseoir à statuer jusqu'à l'appréciation du juge civil. Par ailleurs, la règle selon laquelle « le criminel tient le civil en l'état » ayant été supprimée, le sursis ne s'impose à la juridiction civile que si l'action civile est exercée en réparation du préjudice direct résultant de l'infraction pour laquelle le juge pénal est saisi. Les infractions au droit du travail sont incriminées dans le Code du travail, et comprennent des contraventions et des délits relevant de la compétence du Tribunal de proximité (contraventions des quatre premières classes), du Tribunal de police (contraventions de 5e classe) et du Tribunal correctionnel (délits).

### Les juridictions administratives
Les juridictions administratives disposent d'une compétence exclusive pour connaître des recours contre les actes administratifs en matière de droit du travail. La qualité de l'auteur de l'acte détermine la juridiction compétente et les voies de recours contre les décisions du juge administratif. Le contentieux des décisions administratives en droit du travail se divise en contentieux de la légalité, contentieux de la déclaration et plein contentieux.

#### Le contentieux de la légalité
La contestation des actes administratifs de l'autorité publique vise à obtenir leur annulation. Les conditions d'ouverture et d'exercice du recours pour excès de pouvoir (REP) sont déterminées par les règles du Code de justice administrative et la jurisprudence du Conseil d'État.
Le recours pour excès de pouvoir peut être dirigé contre des ordonnances de l'article 38 de la Constitution, des décrets d'application des lois et des arrêtés ministériels relatifs à la représentativité syndicale et à l'extension d'une convention collective. Le Conseil d'État est compétent en premier et dernier ressort pour connaître des demandes d'annulation de ces actes, en raison de la qualité de leur auteur. Par ailleurs, les juridictions administratives connaissent également des recours dirigés contre les actes administratifs de l'inspection du travail, en matière d'emploi, de règlement intérieur, de constitution du CHSCT et des conditions de travail, et des élections professionnelles. Enfin, ces juridictions connaissent également du contentieux en matière d'entrée et de séjour des travailleurs étrangers, et de délivrance des permis de travail et de séjour.

#### Le contentieux de la déclaration
Lorsque l'issue d'un litige dépend de la légalité d'un acte administratif, la juridiction judiciaire doit surseoir à statuer et former un recours en appréciation de validité de l'acte devant le juge administratif. Il peut s'agit d'une acte réglementaire concernant le statut du personnel d'une entreprise publique, ou d'une décision individuelle de l'inspection du travail d'autorisation de licencier un salarié protégé. Toutefois, la compétence du juge judiciaire est exclusive en matière de requalification d'un contrat de travail.

#### Le contentieux de la responsabilité
La responsabilité de l'État peut être engagée devant le juge administratif pour les conséquences d'une décision ou d'une absence de décision des autorités administratives. En droit du travail, le contrôle de l'inspection du travail sur le licenciement des salariés protégés est une activité de tutelle et de contrôle, susceptible d'engager la responsabilité de l'État pour faute simple Par ailleurs, l'inapplication d'une mesure d'expulsion des salariés grévistes ordonnée par les tribunaux judiciaires est susceptible d'engager la responsabilité de l'État sans faute, pour rupture de l'égalité devant les charges publiques.

## Les institutions syndicales

### Les organisations syndicales
Les organisations syndicales sont des organisations professionnelles de salariés d'une branche, ou plus rarement d'une catégorie de salariés déterminée, formées pour défendre les intérêts de leurs adhérents et des salariés qu'ils représentent. Les organisations syndicales de branche forment des confédérations syndicales au niveau national et interprofessionnel. La représentativité d'une organisation syndicale est désormais évaluée selon son audience lors des élections professionnelles, ou par son adhésion à une organisation syndicale représentative au niveau national. Les organisations syndicales représentatives et les organisations affiliées peuvent conclure des conventions et des accords collectifs par branche ou dans l'entreprise.

### Les sections syndicales
La section syndicale est une association syndicale de salariés constituée par un syndicat représentatif ayant des adhérents dans l'entreprise ou l'établissement, ou par un syndicat affilié à une organisation syndicale représentative au niveau national et interprofessionnel, ou encore par une organisation syndicale qui répond aux critères de l'indépendance et du respect des valeurs républicaines et qui est légalement constituée depuis au moins deux ans. La section syndicale d'entreprise est une structure intermédiaire entre les adhérents et le syndicat. Dépourvue de la personnalité civile, sa constitution n'est soumise à aucun formalisme particulier, et peut se déduire des circonstances ou d'une manifestation de volonté. Elle est chargée de collecter les cotisations syndicales, mais les missions de revendication et de négociation relèvent du monopole des délégués syndicaux.

#### Le délégué syndical
Le délégué syndical est un représentant du personnel désigné par un syndicat représentatif dans une entreprise de 50 salariés et plus. Dans les entreprises de moins de 50 et de plus de 11 salariés, un délégué syndical peut être désigné parmi les délégués du personnel titulaire pour la durée de leurs mandats. Les délégués syndicaux sont désignés parmi les candidats aux élections professionnelles qui ont recueilli au moins 10 % des suffrages exprimés au premier tour, quel que soit le nombre de votants. Ils sont chargés de représenter leurs syndicats auprès du chef d'entreprise, et disposent du monopole de la négociation, de la revendication et de la désignation des candidats aux élections professionnelles dans l'entreprise.

#### Le représentant de la section syndicale
Le représentant de la section syndicale est une nouvelle institution créée par la loi du 20 août 2008 relative à la représentativité syndicale. Cette institution permet à un syndicat ayant créé une section syndicale dans l'entreprise, sans y être représentatif, de pallier l'impossibilité de désigner un délégué syndical. Dans les entreprises de moins de 50 salariés, le syndicat peut désigner un représentant du personnel comme représentant de la section syndicale pour la durée de son mandat.
Le mandat de représentant de la section syndicale prend fin dès lors que le syndicat qui l'a désigné n'est pas reconnu représentatif dans l'entreprise, à l'issue des premières élections professionnelles suivant sa désignation.

## Les institutions représentatives du personnel

### Les élections professionnelles
Certaines institutions représentatives du personnelles sont élues par les salariés dans les entreprises. Cette élection a lieu au suffrage direct pour le choix des délégués du personnel, des membres du comité d'établissement et des membres des comités d'entreprise et de leurs suppléants. À l'inverse, les membres des comités centraux d'entreprise, les représentants du comité d'entreprise au conseil d'administration ou de surveillance, et les membres du comité d'hygiène, de sécurité et des conditions de travail (CHSCT) sont désignés au suffrage indirect. La durée légale des mandats des délégués du personnel et des membres du comité d'entreprise est de quatre ans.
Les élections professionnelles sont organisées à l'initiative du chef d'entreprise ou d'établissement, tous les quatre ans et à la même date, à peine de délit d'entrave. Cependant, le chef d'entreprise ou d'établissement peut constater l'absence de candidatures aux élections en dressant un procès-verbal de carence, affiché dans l'entreprise et transmis à l'inspection du travail. Les salariés ne peuvent organiser eux-mêmes les élections professionnelles, mais ils peuvent réclamer à la direction l'organisation des élections, et saisir le juge des référés qui imposera à l'employeur de les organiser sous astreinte.

### Les délégués du personnel
Les délégués du personnel sont des salariés élus par leurs pairs pour présenter leurs réclamations individuelles et collectives des salariés. Première institution représentative du personnel à avoir vu le jour, les délégués du personnel sont élus au niveau de chaque établissement distinct, dès lors que l'effectif excède 11 salariés pendant 12 mois, consécutifs ou non, au cours des 3 années précédentes. Cette élection peut également être organisée dans le cadre d'une unité économique et sociale, ou dans le cadre de l'établissement unique de l'entreprise. Le nombre de délégués du personnel varie selon l'effectif de l'établissement et l'existence d'un comité d'entreprise (CE) et d'un comité d'hygiène, de sécurité et des conditions de travail (CHSCT).
Les délégués du personnel ont pour missions de présenter les réclamations individuelles ou collectives à l'employeur, de saisir l'inspection du travail de toutes les plaintes et observations liées à l'application du droit du travail, et d'assurer la défense des droits des personnes et des libertés individuelles. En l'absence de CE, les délégués du personnel ont pour mission d'assumer tout ou partie de ses fonctions économiques et sociales, et d'être consultés dans les domaines économiques énumérés par le Code du travail.

### Le comité d'entreprise
Le comité d'entreprise est une institution représentative du personnel, présidée par le chef d'entreprise et composée d'élus du personnel et de représentants syndicaux. Le comité d'entreprise est obligatoire dans les entreprises occupant plus de 50 salariés, pendant 12 mois consécutifs ou non, au cours des 3 années précédentes. Lorsque l'effectif de chaque établissement de l'entreprise excède 50 salariés, un comité d'établissement est créé dans chaque établissement et un comité central est créé au niveau de l'entreprise. Des comités d'entreprise peuvent être créés au sein des unions économiques et sociales.
Le comité d'entreprise et le comité d'établissement disposent de la personnalité civile, et à ce titre, ils disposent d'un patrimoine et gèrent deux budgets autonomes (activités sociales et culturelles et activités économiques). Ces comités peuvent embaucher du personnel, engager des frais pour leur fonctionnement, mettre en place des activités au profit des salariés, et agir en justice. Ils disposent d'attributions économiques, professionnelles, sociales et culturelles.

### Le comité d'hygiène, de sécurité et des conditions de travail
Le comité d'hygiène, de sécurité et des conditions de travail (CHSCT) est une institution représentative du personnel chargée de veiller à la santé au travail. La constitution d'un CHSCT est obligatoire dans les établissements employant au moins 50 salariés, et les représentants du personnel au CHSCT sont élus par un collège formé des membres élus du comité d'entreprise et des délégués du personnel. Le CHSCT a pour mission générale de contribuer à la protection de la santé et de la sécurité des salariés, et à l'amélioration des conditions de travail. Le CHSCT dispose également d'attributions de contrôle qui lui permettent d'analyser les risques professionnels auxquels les salariés sont exposés, et de réaliser des inspections et des enquêtes.

#### Institutions administratives
- « L'inspection du travail », Ministère du Travail, des relations sociales, de la famille et de la solidarité, 26 août 2008 (consulté le 21 janvier 2009)
- « La médecine du travail », Ministère du Travail, des relations sociales, de la famille et de la solidarité, 1er octobre 2008 (consulté le 21 janvier 2009)

#### Institutions juridictionnelles
- « Le Conseil de prud'homme », Ministère de la justice, 8 février 2007 (consulté le 21 janvier 2009)
- « Recours au Conseil des prud'hommes », Service public (consulté le 23 janvier 2007)
- « Le Tribunal d'instance », Ministère de la justice, 8 février 2007 (consulté le 23 janvier 2007)
- « Le Tribunal de grande instance », Ministère de la justice, 8 février 2007 (consulté le 23 janvier 2007)

#### Institutions représentatives du personnel

##### Institutions syndicales
- « Les délégués syndicaux », Ministère du travail, 1er septembre 2008 (consulté le 24 janvier 2008)
- « Le représentant de la section syndicale (RSS) », Ministère du travail, 1er septembre 2008 (consulté le 24 janvier 2008)

##### Institutions élues
- « Les délégués du personnel : élections », Ministère du travail, 2 septembre 2008 (consulté le 24 janvier 2008)
- « Les délégués du personnel : missions et moyens d'action », Ministère du travail, 21 novembre 2008 (consulté le 24 janvier 2008)
- « Le comité d'entreprise », Ministère du travail, 21 novembre 2008 (consulté le 24 janvier 2008)
- « Le comité d'hygiène, de sécurité et des conditions de travail », Ministère du travail, 14 août 2008 (consulté le 24 janvier 2008)
- « Le CHSCT : données réglementaires », INRS, 5 novembre 2008 (consulté le 5 mars 2010)